# 다오 탈라
다오 탈라(일본어: ンダウ・ターラ, 1999년 2월 23일~)는 일본의 축구 선수이다.

## 구단 경력
그는 2021년 J1리그의 요코하마 F. 마리노스에 입단했다. 2021년 J2리그의 FC 마치다 젤비아로 임대 이적했다. 2022년 요코하마 F. 마리노스로 복귀했다. 2022년 7월 일본 풋볼 리그의 FC 마루야스 오카자키로 이적했다. 2023년 J3리그의 FC 오사카로 이적했다. 2023년 7월 일본 풋볼 리그의 FC 마루야스 오카자키로 이적했다.